# San Gregorio de las Casas
San Gregorio de las Casas är en ort i Mexiko.   Den ligger i kommunen Huixtán och delstaten Chiapas, i den sydöstra delen av landet, 800 km öster om huvudstaden Mexico City. San Gregorio de las Casas ligger 1 919 meter över havet och antalet invånare är 920.
Terrängen runt San Gregorio de las Casas är huvudsakligen kuperad. San Gregorio de las Casas ligger nere i en dal. Runt San Gregorio de las Casas är det glesbefolkat, med 17 invånare per kvadratkilometer. I omgivningarna runt San Gregorio de las Casas växer huvudsakligen savannskog.